# Kymlinge (metropolitana di Stoccolma)
Kymlinge è una stazione incompiuta della metropolitana di Stoccolma.
Soprannominata "stazione fantasma", giace sul territorio del comune di Sundbyberg, compresa fra le stazioni (regolarmente operative) di Hallonbergen e Kista sulla linea blu T11. La banchina è situata in superficie, nonostante una parte di essa si trovi in galleria.
Negli anni 1970 quest'area era oggetto di piani di sviluppo, principalmente mirati alla costruzione di edifici per ospitare sedi di enti e imprese di proprietà statale all'esterno del centro di Stoccolma: in seguito il progetto venne però annullato a causa dell'opposizione del comune, che voleva salvaguardare l'area boschiva circostante come risorsa naturale. Con lo stop ai lavori si scelse di conservare la struttura esistente al fine di consentire eventuali adeguamenti futuri, nonostante ad oggi manchino biglietterie, scale mobili, ascensori e altre apparecchiature.
Durante i primi anni 2000 è stato riaperto un dibattito relativo al compimento dei lavori di costruzione della fermata, con una proposta presentata dal partito socialdemocratico.
Alcune sottoculture hanno interesse in questa stazione, dando vita a rave party o a fenomeni di esplorazione urbana. Inoltre una leggenda metropolitana narra del transito del treno fantasma Silverpilen, narrazione somigliante a quella de L'olandese volante.